# Ministère des Relations extérieures (Chili)

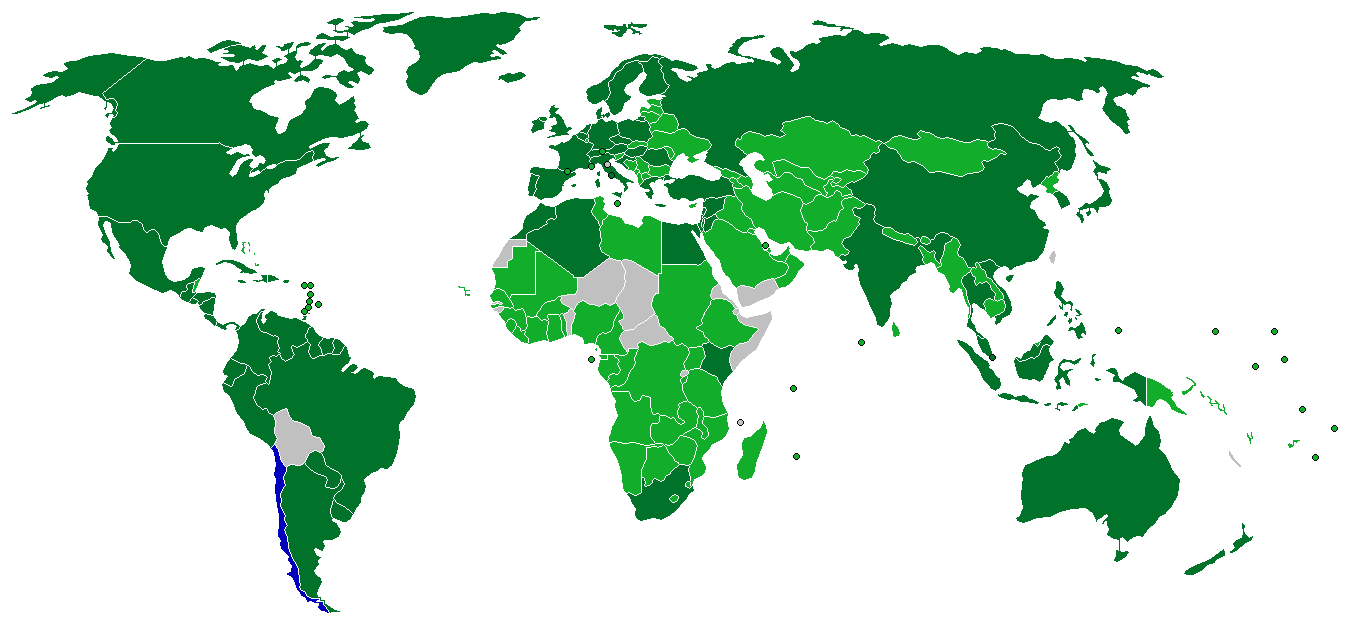
Représentations diplomatiques du Chili

Le ministère des Affaires étrangères du Chili, également connu sous le nom de ministère des Relations extérieures (en espagnol : ministerio de relaciones exteriores) est le ministère d'État chargé de planifier, diriger, coordonner, exécuter, contrôler et rendre compte de la politique étrangère formulée par le président de la République.
Le ministre des Affaires étrangères est Alberto van Klaveren Stork, en fonction depuis le 10 mars 2023.

## Histoire
Les premiers antécédents d'un portefeuille ou d'un responsable des relations extérieures datent de 1812 avec la création du Secrétariat des relations extérieures. Disparu en 1814, après la bataille de Rancagua.
Après l'indépendance définitive du Chili en 1818, le portefeuille des relations extérieures est créé au sein du ministère de l'Intérieur, jusqu'en 1871 date de la séparation définitive des fonctions. À cette époque, il s'appelle le ministère du gouvernement et des relations extérieures (1818-1824) et le ministère de l'Intérieur et des Relations extérieures (1824-1871).
Depuis 1871, il assume les fonctions de direction des relations extérieures et autres. Les différentes dénominations du ministère ont été :
- Ministère des Relations étrangères et de la Colonisation 1871-1887
- Ministère des Affaires étrangères et des Cultes 1887-1888
- Ministère des Affaires étrangères, des Cultes et de la Colonisation 1888-1924
- Ministère des Relations étrangères 1924-1930
- Ministère des Affaires étrangères et du commerce 1930-1941
- Ministère des Relations étrangères 1941-

## Missions
Contribuer à la formulation de la politique étrangère du Chili, diriger et coordonner sa mise en œuvre à travers sa structure organisationnelle et l'interaction des acteurs publics et privés, pour assurer les intérêts du pays et de ses compatriotes dans leur relation avec le monde.

## Organisation
- Direction générale administrative[2]:
  - Direction des ressources humaines[3]:
    - Département du développement organisationnel
    - Département de la gestion du personnel (Service extérieur)
    - Département de la formation du personnel
    - Service des Rémunérations
    - Département de gestion des voyages
    - Direction des contrats locaux
    - Département de la gestion du personnel Secrétariat de l'administration générale
    - Département du bien-être et de la santé au travail
    - Direction de la prévention des risques et de la sécurité
    - Service de gestion des actes administratifs

  - Direction des affaires administratives[4]:
    - Département des Infrastructures
    - Département des services généraux
    - Département de la sécurité
    - Département de la documentation
    - Département de la traduction
    - Département de la gestion

  - Direction des finances et du budget[5]:
    - Département du budget
    - Département de la comptabilité
    - Département du Trésor
    - Service d'examen des comptes
    - Unité de contrôle et de surveillance
    - Unité de gestion interne

  - Direction de l'informatique et de la communication[6]:
    - Département du développement et de la maintenance des systèmes
    - Unité de messagerie officielle
    - Département de la qualité et processus
    - Administration de la plateforme informatique
    - Unité de téléphonie
    - Assistance aux utilisateurs
    - Sécurité informatique

  - Direction des achats et des marchés[7]:
    - Département des achats:
      - Unité de gestion des contrats

    - Département des Opérations
    - Département Juridique

  - Direction de l'attention citoyenne et de la transparence[8]:

- Direction de l'Amérique du Nord, de l'Amérique centrale et des Caraïbes[9]:
  - Amérique du nord[10]
  - Amérique centrale
  - Les caraïbes
- Direction de l'Amérique du sud[11]
- Direction de l'Europe[12]
- Direction de l'Antarctique[13]
- Direction de l'Asie-Pacifique[14]

- Direction générale des affaires consulaires, de l'immigration et des chiliens à l'étranger[15]:
  - Direction de la politique consulaire[16]:
  - Sous-direction de la politique consulaire[17]:
    - Département de l'immigration
    - Département des études et registre des consuls
    - Département des Comptes Consulaires

  - Sous-direction des migrations internationales:
    - Aire d'études et politique de migration internationale
    - Aire de coopération technique et projets sur la migration
    - Aire d'information et de recherche appliquée sur les questions de migration

  - Direction des services consulaires[18]:
    - Département du service social consulaire
    - Département de l'état civil
    - Département de la validation et de l'analyse des documents internationaux
    - Département des passeports diplomatiques et officiels
    - Département de la sécurité sociale
    - Unité d'urgence des services consulaires

  - Direction des communautés chiliennes à l'étranger[19]:
    - Département de la liaison et du développement[20]
    - Département de la communication et de la promotion de l'Identité[21]
    - Unité des lois sur la réparation[22]
    - Unité de gestion[23]
- Direction des affaires culturelles[24]
- Direction générale des affaires juridiques[25]
- Direction des affaires parlementaires[26]
- Direction des cérémonies et du protocole
- Direction de la communication stratégique[27]
- Direction de la coordination régionale[28]
- Direction des droits de l'homme[29]:
  - Direction du système universel des droits de l'Homme
  - Département du système interaméricain des droits de l'homme
  - Service de coordination de la direction des droits de l'homme
  - Unité des affaires autochtones
- Direction de l'énergie, de la science, de la technologie et de l'innovation[30]
- Direction de l'intégration régionale multilatérale[31]
- Direction de l'environnement et des affaires maritimes[32];
  - Département de l'environnement[33]
  - Département des ressources naturelles[34]

## Liste des ministres
| Nom                            | Date              | Président                | Parti     |
| Guillermo del Pedregal Herrera | 5 janvier 1942    | Jerónimo Méndez, intérim | Ind       |
| Ernesto Barros Jarpa           | 2 avril 1942      | Juan Antonio Ríos        | PL        |
| Alfredo Duhalde Vásquez        | 21 octobre 1942   | Juan Antonio Ríos        | PR        |
| Joaquín Fernández Fernández    | 26 octobre 1942   | Juan Antonio Ríos        | Ind       |
| Joaquín Fernández Fernández    | 17 janvier 1946   | Alfredo Duhalde, intérim | Ind       |
| Raúl Juliet Gómez              | 3 novembre 1946   | Gabriel González Videla  | PR        |
| Germán Vergara Donoso          | 2 août 1947       | Gabriel González Videla  | Ind       |
| Germán Ignacio Riesco          | 7 juillet 1948    | Gabriel González Videla  | PL        |
| Germán Vergara Donoso          | 10 février 1950   | Gabriel González Videla  | Ind       |
| Horacio Walker Larraín         | 27 février 1950   | Gabriel González Videla  | PCSC      |
| Eduardo Irarrázabal Concha     | 19 juin 1951      | Gabriel González Videla  | PCSC      |
| Fernando García Oldini         | 29 juillet 1952   | Gabriel González Videla  | PDo       |
| Arturo Olavarría Bravo         | 3 novembre 1952   | Carlos Ibáñez del Campo  | PRDo      |
| Oscar Fenner Marín             | 1 avril 1953      | Carlos Ibáñez del Campo  | Militaire |
| Guillermo del Pedregal Herrera | 7 décembre 1953   | Carlos Ibáñez del Campo  | Ind       |
| Tobías Barros Ortiz            | 15 janvier 1954   | Carlos Ibáñez del Campo  | Ind       |
| Roberto Aldunate León          | 5 juin 1954       | Carlos Ibáñez del Campo  | Ind       |
| Osvaldo Koch Krefft            | 6 janvier 1955    | Carlos Ibáñez del Campo  | Ind       |
| Kaare Olsen Nielsen            | 30 mai 1955       | Carlos Ibáñez del Campo  | Ind       |
| José Serrano Palma             | 2 janvier 1956    | Carlos Ibáñez del Campo  | Ind       |
| Enrique Orozimbo Barbosa Baeza | 4 janvier 1956    | Carlos Ibáñez del Campo  | MR        |
| Osvaldo Saint Marie Sorucco    | 24 mai 1956       | Carlos Ibáñez del Campo  | Ind       |
| Horacio Arce Fernández         | 11 octobre 1957   | Carlos Ibáñez del Campo  | Militaire |
| Alberto Sepúlveda Contreras    | 28 octobre 1957   | Carlos Ibáñez del Campo  | Ind       |
| Germán Vergara Donoso          | 3 novembre 1958   | Jorge Alessandri         | Ind       |
| Enrique Ortúzar Escobar        | 17 mars 1960      | Jorge Alessandri         | Ind       |
| Sótero del Río Gundián         | 12 août 1960      | Jorge Alessandri         | Ind       |
| Enrique Ortúzar Escobar        | 1 septembre 1960  | Jorge Alessandri         | Ind       |
| Germán Vergara Donoso          | 5 septembre 1960  | Jorge Alessandri         | Ind       |
| Enrique Ortúzar Escobar        | 25 avril 1961     | Jorge Alessandri         | Ind       |
| Carlos Martínez Sotomayor      | 26 août 1961      | Jorge Alessandri         | PR        |
| Enrique Ortúzar                | 14 septembre 1963 | Jorge Alessandri         | Ind       |
| Julio Philippi Izquierdo       | 17 décembre 1963  | Jorge Alessandri         | Ind       |
| Gabriel Valdés                 | 3 novembre 1964   | Eduardo Frei Montalva    | PDC       |
| Clodomiro Almeyda              | 3 novembre 1970   | Salvador Allende         | PS        |
| Orlando Letelier               | 22 mai 1973       | Salvador Allende         | PS        |
| Clodomiro Almeyda              | 9 août 1973       | Salvador Allende         | PS        |
| Ismael Huerta Díaz             | 12 septembre 1973 | Augusto Pinochet         | Militaire |
| Patricio Carvajal              | 11 juillet 1974   | Augusto Pinochet         | Militaire |
| Hernán Cubillos                | 14 avril 1978     | Augusto Pinochet         | Militaire |
| René Rojas Galdames            | 29 mars 1980      | Augusto Pinochet         | Ind       |
| Miguel Schweitzer Walters      | 14 février 1983   | Augusto Pinochet         | Ind       |
| Jaime Del Valle Alliende       | 19 décembre 1983  | Augusto Pinochet         | Ind       |
| Ricardo García Rodríguez       | 11 juillet 1987   | Augusto Pinochet         | Ind       |
| Hernán Felipe Errázuriz Correa | 21 octobre 1988   | Augusto Pinochet         | Ind       |
| Enrique Silva Cimma            | 11 mars 1990      | Patricio Aylwin          | PR        |
| Carlos Figueroa Serrano        | 11 mars 1994      | Eduardo Frei             | PDC       |
| José Miguel Insulza Salinas    | 20 septembre 1994 | Eduardo Frei             | PS        |
| Juan Gabriel Valdés Soublette  | 22 juin 1999      | Eduardo Frei             | PS        |
| Soledad Alvear                 | 11 mars 2000      | Ricardo Lagos            | PDC       |
| Ignacio Walker Prieto          | 29 septembre 2004 | Ricardo Lagos            | PDC       |
| Alejandro Foxley Rioseco       | 11 mars 2006      | Michelle Bachelet        | PDC       |
| Mariano Fernández Amunátegui   | 13 mars 2009      | Michelle Bachelet        | PDC       |
| Alfredo Moreno Charme          | 11 mars 2010      | Sebastián Piñera         | Ind       |
| Heraldo Muñoz                  | 11 mars 2014      | Michelle Bachelet        | PPD       |
| Roberto Ampuero                | 11 mars 2018      | Sebastián Piñera         | Evópoli   |
| Teodoro Ribera Neumann         | 13 juin 2019      | Sebastián Piñera         | RN        |
| Andrés Allamand                | 28 juillet 2020   | Sebastián Piñera         | RN        |

## Budget
Le budget du ministère des Relations extérieures s'élève à 88,22 millions de dollars US en 2021.